# Olena Ustymenko
Olena Ustymenko est une joueuse de volley-ball ukrainienne née le 10 novembre 1986 à Kiev. Elle mesure 1,92 m et joue attaquante. 

## Clubs
| Club                     | Pays       | De        | À         |
| ------------------------ | ---------- | --------- | --------- |
| University of Louisville | États-Unis | 2002-2003 | 2004-2005 |
| Balakovskaïa Balakovo    | Russie     | 2005-2006 | 2005-2006 |
| CAV Murcia 2005          | Espagne    | 2006-2006 | 2006-2006 |
| Bigmat Sanpaolo Chieri   | Italie     | 2006-2007 | 2006-2007 |
| Avtodor-Metar            | Russie     | 2007-2008 | 2007-2008 |
| Criollas de Caguas       | Porto Rico | 2009-2010 | 2009-2010 |
| TED Ankara Kolejliler    | Turquie    | 2010-2010 | 2010-2010 |
| MKE Ankaragücü           | Turquie    | 2010-2011 | …         |